# 那美克星
那美克星 (日语：ナメック星)，是《七龙珠》中登場的虛構行星，為故事中主要角色短笛的故鄉。智能生物主要为那美克星人（Namekian）。此行星的命名由來是來自蛞蝓的日本語稱呼。

## 歷史
曾經被弗利沙因想殺死孫悟空 (七龍珠)而毀滅，但因為大長老和龍珠都被天迪許下願望後一同傳送到地球。選新長老後龍珠恢復使用，一年拿美星年過後拿美星人用波倫加(拿美星神龍)造出一個新拿美星，地址變得不明。

## 地理
位於织女星座第27主星系第四行星，大氣成分與地表重力與地球大約相同，周圍有三個恆星，天空是綠色的，沒有夜晚。那美克星一年只有130日。

## 那美克星人的特徵
- 皮膚呈綠色，愈年長的那美克星人的皮膚則愈深色且出現皺紋。二頭肌、三頭肌、腹肌和雙肩具有粉紅色皮膚。
- 頭部具有觸鬚。有牙齒，舌頭紫色。
- 有再生的能力，只要頭部沒有受傷，身體其他部分可以再生。從斷肢切面看是沒有骨骼的。
- 可以和其他那美克星人同化。
- 那美克星人分為龍族和戰士型兩類型，前者可以為他人治療和恢復體力，製造能夠實現願望的神龍的龍珠[2][3][4][5]。
- 沒有性別，以分裂作無性繁殖。那美克星長老會從口中吐出蛋，以繁殖下一代。
- 不用進食，以喝水維生。

## 著名那美克星人
- 位於地球的神
  - 屬龍族天才的那美克星人，原名不詳（原著只是說他是加達之子），地球天神。地球的龍珠就是由他製造出來。由於曾經存有邪念，前任天神曾一度拒絕讓他接任。其後經過修練，成功將邪念驅出，但邪念卻化成短笛大魔王進行破壞。最終於人造人篇中和笛子魔童同化。
- 比克大魔王（Piccolo Daimao）
  - 屬龍族天才的那美克星人，為天神的邪念產生而成，約300年前在人間進行破壞時被龜仙人的師傅武泰斗封印。後被比拉夫大王解開封印，由於害怕被再次封印和希望回復青春，於是生下了多個分身進行殺死武鬥家（第22回天下第一武道會參加者）和收集龍珠的任務。在他的分身被孫悟空殺死後，親自出手把孫悟空打敗，及後更成功向神龍許願回復青春，不過最終被喝了超神水的孫悟空以用盡全力的一擊打敗，臨死前生下了自己最後的分身即後來的笛子魔童。
- 比克（Piccolo）
  - 屬龍族天才的那美克星人，前反派，於貝吉塔的到來前擔任男二角色，實力前期與悟空不相伯仲，但從中期到龍珠超超級英雄篇戰力被遠遠拋離，所以轉做智慧型的Z戰士。在龍珠超超級英雄篇後因向龍珠許願覺醒，實力幾乎與悟空等人不分伯仲。
- 大長老
  - 前那美克星的最高領導人，年輕時實力不凡，最終在眾人由快爆炸的那美克星傳送到地球後安詳老死。
- 尼爾（Nail）
  - 為戰士型那美克星人，是那美克星最強的戰士，也是大長老的守衛。在弗利沙入侵那美克星時與弗利沙交戰拖延時間，因實力差太多被弗利沙打到不能行走。但因弗利沙被告知神龍快要被召喚所以被放一馬。最後在比克復活後跟比克同化。
- 丹丹（Dende）
  - 為龍族那美克星人，為大長老第108個孩子。於弗利沙入侵那美克星時獲孫悟飯和克林所救，後經大長老開發潛力後得到治療其他人的能力。但在治療達爾時被弗利沙所殺，後得到地球神龍復活。後因天神和笛子魔童同化，地球天神位置出現空缺，孫悟空便前往那美克星尋找天神接任人選，在長老推薦下選中了丹迪成為新的地球天神。
- 薩歐內爾
  - 為龍珠衍伸作品『龍珠超』龍族那美克星人，薩歐內爾是第6宇宙的戰士。動畫原創中設定為了迎接力之大會，薩歐內爾同化了第6宇宙的一半那美剋星人，從而大幅增強自己的力量。
- 霹靂納
  - 為龍珠衍伸作品『龍珠超』龍族那美克星人，霹靂納是第6宇宙的戰士。能從嘴裡發射出攻擊光彈，透過積蓄能量，從手掌發射衝擊波，可以讓手臂伸長進行攻擊。
- 莫奈特
  - 為龍珠衍伸作品『龍珠超』第二季格蘭諾拉篇上場，為倖存的龍族那美克星人，後因一次變亂遷徙與同胞遷移到西里爾星，與格蘭諾拉相依為命。
- 奈巴
  - 為龍珠衍伸作品『龍珠·大魔』登場，疑似魔界裡唯一剩下的那美克人，也是魔界龍珠的創造者。具有魔法能力。